# Джордже Михайлович
Джордже Михайлович (англ. Djordje Mihailović, нар. 10 листопада 1998, Джексонвілл) — американський футболіст сербського походження, півзахисник клубу «Колорадо Репідс» та національної збірної США. Відомий також за виступами в клубах «Чикаго Файр» та АЗ.

## Клубна кар'єра
Джордже Михайлович народився 1998 року в місті Джексонвілл, але розпочав займатися футболом у Чикаго, де спочатку займався футболом у клубі «Чикаго Бласт», а пізніше перейшов до школи футбольного клубу «Чикаго Файр».
У дорослому футболі дебютував 2017 року виступами за команду «Чикаго Файр», в якій грав до2020 року, та зіграв за неї 72 матчі чемпіонату. Протягом 2021—2023 років Михайлович грав у складі іншої команди МЛС «Монреаль Імпакт».
У 2023 році Джордже Михайлович отримав запрошення від нідерландського клубу АЗ. У складі команди з Алкмара футболіст провів наступний сезон своєї ігрової кар'єри. У 2024 році Михайлович став гравцем клубу МЛС «Колорадо Репідс».

## Виступи за збірні
У 2016 році Джордже Михайлович дебютував у складі юнацької збірної США, загалом на юнацькому рівні взяв участь у 6 іграх, відзначившись 3 забитими голами.
Протягом 2019—2021 років Михайлович залучався до складу молодіжної збірної США. На молодіжному рівні футболіст зіграв у 9 офіційних матчах, забив 1 гол.
2019 року Джордже Михайлович дебютував у складі національної збірної США. У складі збірної був учасником розіграшу Золотого кубка КОНКАКАФ 2019 року у трьох країнах, де разом з командою здобув «срібло», розіграшу Золотого кубка КОНКАКАФ 2023 року у США і Канаді. Загалом у складі національної збірної станом на липень 2024 року футболіст зіграв 11 матчів, у яких відзначився 3 забитими м'ячами. Також у складі олімпійської збірної США Михайлович брав участь у літніх Олімпійських іграх 2024 року, на яких американська олімпійська збірна вийшла до чвертьфіналу, де поступилася збірній Марокко з рахунком 0-4.